# Jakub Mikoś
Jakub Mikoś (ur. 22 lipca 1887 w Golcowej, zm. 27 listopada 1954 w Miłoszycach) – polski duchowny rzymskokatolicki, kapelan, kanonik, działacz społeczny.

## Życiorys

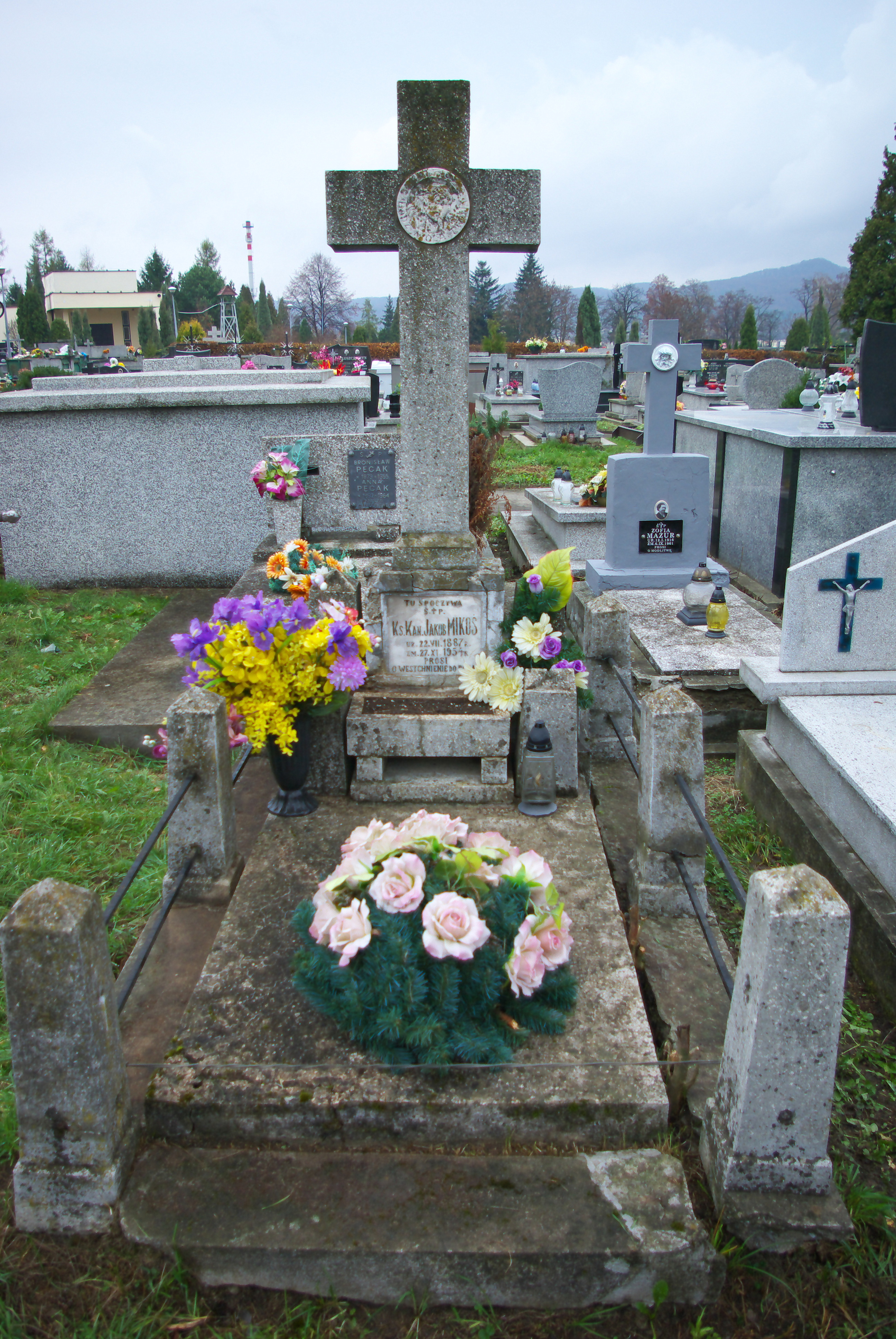
Nagrobek ks. Jakuba Mikosia

Urodził się 22 lipca 1887 w Golcowej. Był synem Marii, przed 1906 owdowiałej po rolniku z Golcowej. W 1909 zdał egzamin dojrzałości w C. K. Gimnazjum Męskim w Sanoku (w jego klasie byli m.in. Karol Friser, Władysław Owoc, Jan Scherff, Stanisław Sinkowski, Zygmunt Wrześniowski, Karol Zaleski). Od 1909 do 1913 kształcił się na studiach teologicznych w Seminarium Duchownym w Przemyślu. Sakrament święceń otrzymał 29 czerwca 1913 i został duchownym rzymskokatolickim. Ukończył studia wyższe. W 1913 rozpoczął służbę jako katecheta szkolny. Od tego roku do 1915 był wikarym w Ulanowie, skąd na początku 1916 w tym samym charakterze został przeniesiony  do Sędziszowa.
Po odzyskaniu przez Polskę niepodległości w drugiej połowie 1919 ze stanowiska katechety w Sędziszowie został przydzielony jako katecheta do szkoły wydziałowej męskiej w Sanoku. W pierwszej połowie 1920 został mianowany stałym katechetą szkoły wydziałowej w Sanoku. W okresie II Rzeczypospolitej był kapłanem tamtejszej parafii pw. Przemienienia Pańskiego, działającej w kościele pod tym wezwaniem. W 1920, podczas trwającej wojny polsko-bolszewickiej, zgłosił się do służby duszpasterskiej Wojska Polskiego. Później został awansowany do stopnia kapelana rezerwy ze starszeństwem z 1 czerwca 1919. Pełnił funkcję kapelana w więzieniu w Sanoku. Pracował jako katecheta w Szkole Męskiej nr 2 im. Króla Władysława Jagiełły i w Prywatnym Polskim Gimnazjum Żeńskim im. Emilii Plater (obie szkoły działające w budynku późniejszego II Liceum Ogólnokształcącego). Ponadto w roku szkolnym 1927/1928 był katechetą w macierzystym Państwowym Gimnazjum im. Królowej Zofii w Sanoku (zmniejszoną liczbę godzin miał wówczas ks. Paweł Rabczak).
W 1927 otrzymał tytuł kanonika oraz wyróżnienie Expositorium Canonicale. Był członkiem wspierającym Katolicki Związek Młodzieży Rękodzielniczej i Przemysłowej w Sanoku. Należał do sanockiego gniazda Polskiego Towarzystwa Gimnastycznego „Sokół”: 1924, 1939 oraz zaangażował się także w próbę reaktywacji „Sokoła” w 1946. Był członkiem zwyczajnym Towarzystwa Przyjaciół Nauk w Przemyślu.
Podczas II wojny światowej w trakcie okupacji niemieckiej pracował jako katecheta w Polskiej Szkole Handlowej (Polnische Öffentliche Handelsschule). W tych latach oraz tuż o zakończeniu wojny udzielał się jako kapelan organizacji o charakterze niepodległościowym. W swojej działalności działał na rzecz członków konspiracji i partyzantów dokonując wystawiania fałszywych metryk chrztu, ułatwiając tym samym zmianę ich tożsamości. Utrzymywał kontakty z kpt. Antonim Żubrydem (którego był wcześniej katechetą szkolnym), a według ks. Antoniego Wołka Wacławskiego miał nakłaniać go do zaprzestania działalności partyzanckiej Batalionu NSZ „Zuch”. Ułatwiał kontakt z rodziną żołnierzowi tego oddziału, Michałowi Oleksiakowi. Antoniemu Żubrydowi wystawił w 1946 nieprawdziwą metrykę, a po jej przejęciu przez funkcjonariuszy UB, duchowny był poszukiwany przez komunistyczne służby, wobec czego zagrożony aresztowaniem opuścił Sanok pod koniec czerwca 1946. Początkowo przebywał w pobliskich Humniskach. Potem wyjechał na teren archidiecezji wrocławskiej.
Po przybyciu na Ziemie Odzyskane został proboszczem w Jelczu. Od 1947 do 1952 był proboszczem Parafii św. Józefa Oblubieńca w Bystrzycy Dolnej (filia Parafii Wniebowzięcia Najświętszej Maryi Panny w Bystrzycy Górnej). Od 1952 posługiwał w Parafii św. Mikołaja w Miłoszycach.
Zmarł 27 listopada 1954 w Miłaszycach. Został pochowany na cmentarzu przy ul. Rymanowskiej w Sanoku.